# الاسونا
الاسونا (به لاتین: Elassona) یک شهرک در یونان است که در Elassona Municipality واقع شده‌است.